# Grosics Gyula
Grosics Gyula (Dorog, 1926. február 4. – Budapest, 2014. június 13.) a Nemzet Sportolója címmel kitüntetett magyar labdarúgó, az Aranycsapat kapusa, 86-szoros magyar válogatott. A sportsajtóban elterjedt beceneve „Fekete párduc” volt (ő volt az első kapus, aki fekete mezt vett fel a pályán).

## Pályafutása

### Labdarúgóként
Tizenhárom évesen a Dorogi AC csapatában kezdte sportpályafutását, amely meglehetősen érdekes körülmények között indult. A dorogi futballcsapat 1940-ben az éppen soron következő idegenbeli bajnoki mérkőzésre igyekezett indulásra készen, amikor kiderült, hogy nem áll a csapat rendelkezésére kapus, ugyanis a háború miatti állandó harckészültség következtében a sorköteleseket egész hétre a laktanyákba vezényelték és csak hétvégére kaptak kimenőt. Az akkori dorogi sportolók közül többen, köztük a labdarúgócsapat mindkét kapusa érintett volt. Korábban minden mérkőzésre elengedték őket, azonban azon a hétvégén egyikük sem térhetett haza. A csapatnak már indulnia kellett volna. Több játékos már fenn ült a teherautón, amely szállította őket, miközben a fiatal Grosics a szokásos vasárnap délelőtti misére indult, de a templom előtt betért a sporttelepre. A fiút szülei papnak szánták, aki az egyházi elfoglaltságok mellett a dorogi utánpótláscsapat tagja is volt, és ha csak tehette, idejét a sporttelepen töltötte. Gyakran volt labdaszedő is a felnőttek edzésein és mérkőzésein, így nem volt teljesen ismeretlen a felnőtt csapat tagjai és vezetői előtt. Az idő sürgette már a csapatot és jobb híján az arra tévedt Grosics személyén tűnődtek, aki még csak 15 éves volt, amikor Pfluger Dezső, aki a humornak sem volt soha híján, leszólt a teherautó platójáról: „Ha nincs pap, jó a ministráns is!” A velős megállapításában minden benne volt, ugyanis Papnak hívták a dorogiak első számú kapusát, Grosics pedig ministráns volt a helyi templomban. Az ifjú doroginak azonban nem csak a kora okozott fejtörést a vezetőknek, hanem az is, hogy nem rendelkezett kellő kapusmúlttal vagy tapasztalattal. A vezetőedző ezek ellenére magára vállalta a teljes felelősséget Grosics bevetéséért, amiről biztosította a frissen a felnőtt csapatba avanzsált új kapust is.  A mesébe illő történet azzal teljesedett ki, hogy a dorogiak biztos győzelmet arattak és innentől fogva elindult Grosics Gyula páratlanul sikeres labdarúgó-kapusi pályafutása is. Ennek tulajdonítható, hogy Grosicsból sportoló és nem lelkész lett, amiben Pfluger „Fifa” nem kis szerepet játszott.
1943 és 1947 között a Dorogi AC játékosa volt. Csapatával 1944-ben imponáló eredménnyel nyerték meg a bajnokságot a Nemzeti bajnokság harmadik vonalában. Ugyanebben az évben a Magyar Kupában elődöntős, 1945-ben pedig a sikeres osztályozóval az NB I-be jutottak. Az 1945-1946-os évadban újonc létükre a 12. helyen végeztek az eredetileg 28-as mezőnyben. A következő évadban azonban szerencsétlenül kiestek az első osztályból, miután a Győrrel pontazonossággal végeztek, de jobb gólaránnyal a zöld-fehérek maradhattak benn az NB I-ben.
1947-től a MATEOSZ illetve Teherfuvar kapuját védte. 1950-ben került a kor sztárcsapatához, a Budapesti Honvédhoz, amely akkoriban az Aranycsapat legendás játékosainak a gyűjtőhelye volt.
A helsinki olimpián (1952) a győztes magyar válogatott tagja volt. Három világbajnokságon (1954, 1958, 1962) szerepelt a kifutásairól is híres kapuvédő.
Háromszoros magyar bajnok volt, 390 bajnoki mérkőzésen lépett pályára, 1947 és 1962 között 86 alkalommal volt a válogatott kapusa.
Részese volt az évszázad mérkőzésének nevezett 6:3-as londoni diadalnak. Később az 1954-es berni világbajnoki döntő ezüstérmese lett. Az 1954-es berni csatavesztés után a harag őt is utolérte.
Máig tisztázatlan okokból hazaárulással vádolták, s kis híján a börtönben végezte. Pestről száműzve a Tatabánya kapujában folytathatta, ahol 1963-ig játszott. 1964-ben abbahagyta a labdarúgást, mert nem engedték, hogy a Ferencvároshoz igazoljon.
Sportolóként nemcsak abban volt úttörő, hogy fekete mezt húzott, hanem abban is, ahogyan kapusként irányította a védelmet és szinte az egész csapatot. Szinte negyedik hátvédként szerepelt és indította a csapattársakat.

### A válogatottban

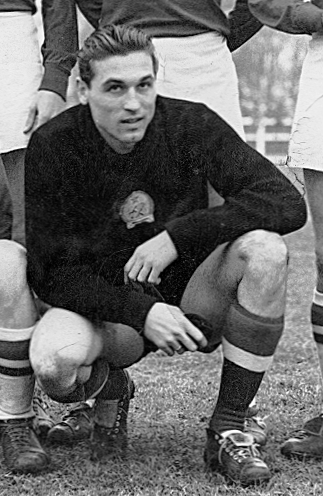
Grosics 1953-ban

Grosics 1948 és 1954 között a veretlen magyar válogatott állandó kezdő kapusa volt. A Budapesti Honvéd színeiben játszott és 1952-ben a Helsinki olimpián olimpiai bajnok lett a magyar válogatottal. Az 1954-es svájci világbajnokságon mindenki magyar győzelemmel számolt. Az 1956-os forradalom leverése után szétesett az Aranycsapat, de Grosics több csapattársával együtt az itthon maradás mellett döntött. A válogatott kapusa maradt, de egy évre eltiltották a pályától. Később szerepelt az 1958-as és az 1962-es világbajnokságon is.

### Eredményei
A Nemzetközi Labdarúgó-szövetség statisztikái szerint 1954 és 1962 közt Grosics 21 FIFA-tornán játszott meccsen védte a magyar válogatott kapuját (ebben 15 nyert meccs volt és két döntetlen). A világbajnokságokon játszott 11 meccsen 17 gólt kapott, a hat világbajnoki selejtezőn hatot, az öt olimpián játszott meccsen pedig csak kétszer tudták bevenni a kapuját.
A legtöbb gólt egy meccsen belül az 1954-es világbajnokság csoportmérkőzésein a németek ellen játszott találkozón kapta. Ezt a meccset Magyarország 8:3-ra nyerte, hogy aztán a döntőben óriási meglepetést okozva 3:2-re kikapjon a németektől. Grosics 3 gólt kapott az 1962-ben Budapesten Hollandia ellen vívott, döntetlenre zárult meccsen is.
Grosics 86 válogatott szereplését tekintve (amiből 59 barátságos mérkőzés) ritka volt a kudarc: 59 győztes, 14 döntetlen és csak 13 vesztes mérkőzésen védett, összesen 96 gólt kapott, miközben csapata 258 gólt rúgott. Ez meccsenként 1,12 gólt jelent, ami azokban a mainál sokkal gólgazdagabb időkben alacsonynak számít. Először 21 évesen állt a válogatott kapujába, 1947-ben Albánia ellen, utoljára 36 éves korában, 1962-ben (Jugoszlávia ellen), a két találkozó közt 15 év és 55 nap volt.

### Edzőként
Edzőként dolgozott Tatabányán, Salgótarjánban, a KSI-nél és Kuvaitban is. 17 esztendeig, nyugdíjba vonulásáig volt a Volán Sport Club elnöke, ahol a futballélet egyik vezérszónoka lett, aki már a hetvenes évek végén megannyiszor figyelmeztetett a sportág morális csődjére.

## Családja
Édesapja dorogi bányász volt. Első felesége, Bagoly Tünde egy református lelkipásztor lánya volt. Sógora Bagoly Bertalan labdarúgó volt. Első házasságából két, a másodikból egy lánya született, öt unokája és hét  dédunokája van. A hatodik dédunokája a halála előtt 130 perccel született. Az első házasságából származó két lányának, Juditnak és Tündének összesen három gyermeke – két lány, egy fiú – és hét unokája – két lány, öt fiú – van. A második házasságából származó lányának, Edinának egy fia és egy lánya van. Edinától megtudhattuk, hogy „az első gyermeküket azért keresztelték Kiss-Grosics Tamás Gyulának, mert Gyuszinak csak lányai voltak, de így lesz valaki, aki továbbviszi a legendás nevet”. A Grosics család igen népes, több férfi rokon viseli a nevet, főként a család eredeti származási helyén, Dél-Magyarországon. Egész életében hazaszerető, nemzeti érzelmű ember volt.

## A diktatúrákhoz való viszonya
1949 tavaszán néhány csapattársával külföldre szeretett volna disszidálni , de az ÁVH lebuktatta és az Andrássy út 60-ba szállította. A szökési kísérletet követően két évig nem lehetett válogatott. Grosicsot 1954-ben, az elvesztett vb-döntő után őrizetbe vette a kommunista diktatúra titkosrendőrsége, ezúttal a vád hazaárulás és kémkedés volt. Az 1956-os forradalom alatt ismét elhagyta az országot, de később hazatért. Hazatérését követően többé nem játszhatott a Honvéd színeiben.

## Politikai szereplése
Később a politikai életben is feltűnt, 1990-ben az MDF színeiben indult az országgyűlési választásokon, de nem jutott be. Később még egyszer megmérettette magát, de nem nyert, így hamar kiderült, ez nem a neki való terep. Tevőlegesen nem, de jelenlétével haláláig részt vett a politikai életben. 2009-ben politikai okokból visszautasította Budapest díszpolgári címét.

## Betegsége
2008-ban többször intenzív osztályra került, kilyukadt a tüdeje, illetve tüdőgyulladást kapott, de sikeresen megoperálták.

## Tiszteletmérkőzése a Ferencvárosnál
Grosics Gyulát 2008-ban szimbolikusan leigazolta a Ferencvárosi TC és 2008. március 25-én a klub kezdőcsapatában lépett pályára az angol másodosztályú Sheffield United ellen.

## Sikerei, díjai

### Klubcsapatokkal
- Kispest, majd Honvéd:
  - Magyar bajnok (3): 1950-ősz, 1952, 1954
  - Magyar bajnoki ezüstérmes (2): 1951, 1953

### Válogatottal
- Magyarország:
  - Balkán-bajnokság (1):1947
  - Olimpiai-bajnok (1): 1952
  - Európa Kupa-győztes (1): 1953
  - Világbajnoki-ezüstérmes (1): 1954
  - Világbajnokság-negyeddöntő (1): 1962
  - Világbajnoki-csoportkör (1): 1958

## Könyvek
- Így láttam a kapuból; feljegyzések alapján írta Maros László; Sport, Bp., 1963 (Színes sportkönyvtár)
- Grosics Gyula–Alberti József: Kapusiskola; Sport, Bp., 1965
- Batta György: Tizenöt sportriport. Grosics, Bozsik stb.; Madách, Bratislava, 1973
- Bocsák Miklós: A Grosics-villa titka; Sport, Bp., 1986
- Fekete párduc a nemzet szolgálatában. Grosics Gyulával beszélget Benkei Ildikó; Kairosz, Bp., 2007 (Magyarnak lenni)
- Kő András: A Grosics. 1-től 1-ig; Apriori International, Székesfehérvár, 2007

## Díjai, elismerései
- Magyar Népköztársasági Sportérdemérem ezüst fokozat (1951)[21]
- A Magyar Népköztársaság kiváló sportolója (1951)[22]
- az Év sportolója – 1952[23]
- Munka Érdemrend (1953)[24]
- A Magyar Népköztársaság Érdemes Sportolója (1954)[25]
- hatszor választották be az aktuális év világválogatottjába[23]
- négyszer jelölték Aranylabdára, s mind a négy alkalommal a legjobb tíz között szerepelt[23]
- A Magyar Köztársasági Érdemrend középkeresztje (1993)[26]
- 1995 MOB olimpiai érdemrend[27]
- 1999-ben beválasztották a világ valaha élt tíz legjobb kapusa közé[23]
- Újbuda díszpolgára (2000)[28]
- A Dorogi FC Örökös Tagja (2001)
- Dorog város díszpolgára (2001)[29]
- Szent István-díj (2007)
- Magyar Szabadságért díj (2008)[30]
- Prima Primissima díj (2009)
- Budapest díszpolgára (2009)
- Dorog, Tatabánya és Budapest XI. kerületének díszpolgára[31]
- Felcsúti Labdarúgó Akadémia tiszteletbeli elnöke[32]
- 2009 az FTC leigazolt labdarúgója[31]
- A Nemzet Sportolója (2011)[33]
- Csík Ferenc-díj (2013)

## Statisztika

### Mérkőzései a válogatottban
| Magyarország | Magyarország         | Magyarország                        | Magyarország       | Magyarország | Magyarország  | Magyarország          | Magyarország | Magyarország |
| #            | Dátum                | Helyszín                            | Hazai              | Eredmény     | Vendég        | Kiírás                | Gólok        | Esemény      |
| ------------ | -------------------- | ----------------------------------- | ------------------ | ------------ | ------------- | --------------------- | ------------ | ------------ |
| 1.           | 1947. augusztus 20.  | Budapest, Üllői úti stadion         | Magyarország       | 3 – 0        | Albánia       | Balkán-kupa           | -            |              |
| 2.           | 1947. október 12.    | Bukarest                            | Románia            | 0 – 3        | Magyarország  | Balkán-kupa           | -            |              |
| 3.           | 1948. szeptember 19. | Varsó                               | Lengyelország      | 2 – 6        | Magyarország  | Balkán-kupa           | -            |              |
| 4.           | 1948. október 3.     | Újpest, Megyeri úti stadion         | Magyarország       | 2 – 1        | Ausztria      | barátságos            | -            |              |
| 5.           | 1948. október 24.    | Bukarest                            | Románia            | 1 – 5        | Magyarország  | Balkán-kupa           | -            | 57'          |
| 6.           | 1950. június 4.      | Varsó                               | Lengyelország      | 2 – 5        | Magyarország  | barátságos            | -            | 75'          |
| 7.           | 1950. szeptember 24. | Budapest, Megyeri úti stadion       | Magyarország       | 12 – 0       | Albánia       | barátságos            | -            | 73'          |
| 8.           | 1950. október 29.    | Budapest, Megyeri úti stadion       | Magyarország       | 4 – 3        | Ausztria      | barátságos            | -            |              |
| 9.           | 1950. november 12.   | Szófia, Narodna Armija-stadion      | Bulgária           | 1 – 1        | Magyarország  | barátságos            | -            |              |
| 10.          | 1951. május 27.      | Budapest, Megyeri úti stadion       | Magyarország       | 6 – 0        | Lengyelország | barátságos            | -            | 75'          |
| 11.          | 1952. május 18.      | Budapest, Üllői úti stadion         | Magyarország       | 5 – 0        | NDK           | barátságos            | -            |              |
| 12.          | 1952. május 24.      | Moszkva, Dinamo-stadion             | Moszkva-válogatott | 1 – 1        | Magyarország  | barátságos            | -            |              |
| 13.          | 1952. május 27.      | Moszkva, Dinamo-stadion             | Moszkva-válogatott | 2 – 1        | Magyarország  | barátságos            | -            |              |
| 14.          | 1952. június 15.     | Varsó, CWKS-stadion                 | Lengyelország      | 1 – 5        | Magyarország  | barátságos            | -            |              |
| 15.          | 1952. június 22.     | Helsinki, Olimpiai Stadion          | Finnország         | 1 – 6        | Magyarország  | barátságos            | -            | 46'          |
| 16.          | 1952. július 15.     | Turku, Kupittaa stadion (FIN)       | Románia            | 1 – 2        | Magyarország  | olimpiai selejtező    | -            |              |
| 17.          | 1952. július 21.     | Helsinki, Pallokenttä stadion (FIN) | Magyarország       | 3 – 0        | Olaszország   | olimpiai nyolcaddöntő | -            |              |
| 18.          | 1952. július 24.     | Kotka, Kotka stadion (FIN)          | Magyarország       | 7 – 1        | Törökország   | olimpiai negyeddöntő  | -            |              |
| 19.          | 1952. július 28.     | Helsinki, Olimpiai Stadion (FIN)    | Magyarország       | 6 – 0        | Svédország    | olimpiai elődöntő     | -            |              |
| 20.          | 1952. augusztus 2.   | Helsinki, Olimpiai Stadion (FIN)    | Jugoszlávia        | 0 – 2        | Magyarország  | olimpiai döntő        | -            |              |
| 21.          | 1952. szeptember 20. | Bern, Wankdorf Stadion              | Svájc              | 2 – 4        | Magyarország  | Európa-kupa           | -            |              |
| 22.          | 1953. április 26.    | Budapest, Megyeri úti stadion       | Magyarország       | 1 – 1        | Ausztria      | barátságos            | -            |              |
| 23.          | 1953. május 17.      | Róma, Olimpiai Stadion              | Olaszország        | 0 – 3        | Magyarország  | Európa-kupa           | -            |              |
| 24.          | 1953. július 5.      | Stockholm, Råsunda Stadion          | Svédország         | 2 – 4        | Magyarország  | barátságos            | -            |              |
| 25.          | 1953. október 4.     | Prága, Hadsereg-stadion             | Csehszlovákia      | 1 – 5        | Magyarország  | barátságos            | -            |              |
| 26.          | 1953. október 11.    | Bécs, Práter-stadion                | Ausztria           | 2 – 3        | Magyarország  | barátságos            | -            |              |
| 27.          | 1953. november 15.   | Budapest, Népstadion                | Magyarország       | 2 – 2        | Svédország    | barátságos            | -            |              |
| 28.          | 1953. november 25.   | London, Wembley Stadion             | Anglia             | 3 – 6        | Magyarország  | barátságos            | -            | 78'          |
| 29.          | 1954. február 12.    | Kairó                               | Egyiptom           | 0 – 3        | Magyarország  | barátságos            | -            |              |
| 30.          | 1954. április 11.    | Bécs, Práter-stadion                | Ausztria           | 0 – 1        | Magyarország  | barátságos            | -            |              |
| 31.          | 1954. május 23.      | Budapest, Népstadion                | Magyarország       | 7 – 1        | Anglia        | barátságos            | -            | 77'          |
| 32.          | 1954. június 17.     | Zürich, Hardturm stadion (SUI)      | Magyarország       | 9 – 0        | Dél-Korea     | vb-csoportkör         | -            |              |
| 33.          | 1954. június 20.     | Bázel, St. Jakob stadion (SUI)      | Magyarország       | 8 – 3        | NSZK          | vb-csoportkör         | -            |              |
| 34.          | 1954. június 27.     | Bern, Wankdorfstadion (SUI)         | Magyarország       | 4 – 2        | Brazília      | vb-negyeddöntő        | -            |              |
| 35.          | 1954. június 30.     | Lausanne, Olimpiai Stadion (SUI)    | Magyarország       | 4 – 2        | Uruguay       | vb-elődöntő           | -            |              |
| 36.          | 1954. július 4.      | Bern, Wankdorf Stadion (SUI)        | NSZK               | 3 – 2        | Magyarország  | vb-döntő              | -            |              |
| 37.          | 1954. szeptember 19. | Budapest, Népstadion                | Magyarország       | 5 – 1        | Románia       | barátságos            | -            | 75'          |
| 38.          | 1954. szeptember 26. | Moszkva, Dinamo-stadion             | Szovjetunió        | 1 – 1        | Magyarország  | barátságos            | -            |              |
| 39.          | 1954. október 10.    | Budapest, Népstadion                | Magyarország       | 3 – 0        | Svájc         | barátságos            | -            |              |
| 40.          | 1954. október 24.    | Budapest, Népstadion                | Magyarország       | 4 – 1        | Csehszlovákia | barátságos            | -            | 76'          |
| 41.          | 1954. november 14.   | Budapest, Népstadion                | Magyarország       | 4 – 1        | Ausztria      | barátságos            | -            | 83'          |
| 42.          | 1956. szeptember 16. | Belgrád, JNA-stadion                | Jugoszlávia        | 1 – 3        | Magyarország  | Európa-kupa           | -            |              |
| 43.          | 1956. szeptember 23. | Moszkva, Lenin-stadion              | Szovjetunió        | 0 – 1        | Magyarország  | barátságos            | -            |              |
| 44.          | 1956. október 7.     | Párizs, Colombes Stadion            | Franciaország      | 1 – 2        | Magyarország  | barátságos            | -            |              |
| 45.          | 1956. október 14.    | Bécs, Práter-stadion                | Ausztria           | 0 – 2        | Magyarország  | barátságos            | -            |              |
| 46.          | 1957. szeptember 15. | Szófia, Levszki-stadion             | Bulgária           | 1 – 2        | Magyarország  | vb-selejtező          | -            |              |
| 47.          | 1957. szeptember 23. | Budapest, Népstadion                | Magyarország       | 1 – 2        | Szovjetunió   | barátságos            | -            |              |
| 48.          | 1957. október 6.     | Budapest, Népstadion                | Magyarország       | 2 – 0        | Franciaország | barátságos            | -            |              |
| 49.          | 1957. november 10.   | Budapest, Népstadion                | Magyarország       | 5 – 0        | Norvégia      | vb-selejtező          | -            |              |
| 50.          | 1957. december 22.   | Hannover, Niedersachsenstadion      | NSZK               | 1 – 0        | Magyarország  | barátságos            | -            |              |
| 51.          | 1958. április 20.    | Budapest, Népstadion                | Magyarország       | 2 – 0        | Jugoszlávia   | barátságos            | -            |              |
| 52.          | 1958. május 7.       | Glasgow, Hampden Park               | Skócia             | 1 – 1        | Magyarország  | barátságos            | -            |              |
| 53.          | 1958. június 8.      | Sandviken, Jernvallen (SWE)         | Magyarország       | 1 – 1        | Wales         | vb-csoportkör         | -            |              |
| 54.          | 1958. június 12.     | Stockholm, Råsunda Stadion          | Svédország         | 2 – 1        | Magyarország  | vb-csoportkör         | -            |              |
| 55.          | 1958. június 17.     | Stockholm, Råsunda Stadion (SWE)    | Wales              | 2 – 1        | Magyarország  | vb-csoportkör         | -            |              |
| 56.          | 1959. április 19.    | Budapest, Népstadion                | Magyarország       | 4 – 0        | Jugoszlávia   | barátságos            | -            |              |
| 57.          | 1959. május 1.       | Drezda, Hans Meyer Stadion          | NDK                | 0 – 1        | Magyarország  | barátságos            | -            |              |
| 58.          | 1959. június 28.     | Budapest, Népstadion                | Magyarország       | 3 – 2        | Svédország    | barátságos            | -            |              |
| 59.          | 1959. szeptember 27. | Budapest, Népstadion                | Magyarország       | 0 – 1        | Szovjetunió   | NEK-selejtező         | -            |              |
| 60.          | 1959. október 11.    | Belgrád, JNA-stadion                | Jugoszlávia        | 2 – 4        | Magyarország  | barátságos            | -            |              |
| 61.          | 1959. október 25.    | Budapest, Népstadion                | Magyarország       | 8 – 0        | Svájc         | Európa-kupa           | -            |              |
| 62.          | 1959. november 8.    | Budapest, Népstadion                | Magyarország       | 4 – 3        | NSZK          | barátságos            | -            |              |
| 63.          | 1959. november 29.   | Firenze, Stadio Comunale            | Olaszország        | 1 – 1        | Magyarország  | Európa-kupa           | -            |              |
| 64.          | 1960. május 22.      | Budapest, Népstadion                | Magyarország       | 2 – 0        | Anglia        | barátságos            | -            |              |
| 65.          | 1960. június 5.      | Budapest, Népstadion                | Magyarország       | 3 – 3        | Skócia        | barátságos            | -            |              |
| 66.          | 1960. október 30.    | Brüsszel, Heysel-stadion            | Belgium            | 2 – 1        | Magyarország  | barátságos            | -            |              |
| 67.          | 1960. november 13.   | Budapest, Népstadion                | Magyarország       | 4 – 1        | Lengyelország | barátságos            | -            |              |
| 68.          | 1960. november 20.   | Budapest, Népstadion                | Magyarország       | 2 – 0        | Ausztria      | barátságos            | -            |              |
| 69.          | 1961. február 17.    | Kairó, Olimpiai Stadion             | Egyiptom           | 0 – 2        | Magyarország  | barátságos            | -            |              |
| 70.          | 1961. április 16.    | Budapest, Megyer úti Stadion        | Magyarország       | 2 – 0        | NDK           | vb-selejtező          | -            |              |
| 71.          | 1961. április 30.    | Rotterdam, Feijenoord Stadion       | Hollandia          | 0 – 3        | Magyarország  | vb-selejtező          | -            |              |
| 72.          | 1961. május 7.       | Belgrád, JNA-stadion                | Jugoszlávia        | 2 – 4        | Magyarország  | barátságos            | -            |              |
| 73.          | 1961. május 28.      | Budapest, Népstadion                | Magyarország       | 3 – 2        | Wales         | barátságos            | -            |              |
| 74.          | 1961. június 11.     | Budapest, Népstadion                | Magyarország       | 1 – 2        | Ausztria      | barátságos            | -            |              |
| 75.          | 1961. szeptember 10. | Berlin, Walter Ulbricht Stadion     | NDK                | 2 – 3        | Magyarország  | vb-selejtező          | -            |              |
| 76.          | 1961. október 8.     | Bécs, Práter-stadion                | Ausztria           | 2 – 1        | Magyarország  | barátságos            | -            |              |
| 77.          | 1961. október 22.    | Budapest, Népstadion                | Magyarország       | 3 – 3        | Hollandia     | vb-selejtező          | -            |              |
| 78.          | 1961. december 9.    | Santiago, Estadio Nacional          | Chile              | 5 – 1        | Magyarország  | barátságos            | -            | 46'          |
| 79.          | 1961. december 13.   | Santiago, Estadio Nacional          | Chile              | 0 – 0        | Magyarország  | barátságos            | -            |              |
| 80.          | 1961. december 23.   | Montevideo, Estadio Centenario      | Uruguay            | 1 – 1        | Magyarország  | barátságos            | -            |              |
| 81.          | 1962. április 18.    | Budapest, Népstadion                | Magyarország       | 1 – 1        | Uruguay       | barátságos            | -            |              |
| 82.          | 1962. május 31.      | Rancagua, Estadio El Teniente (CHI) | Magyarország       | 2 – 1        | Anglia        | vb-csoportkör         | -            |              |
| 83.          | 1962. június 6.      | Rancagua, Estadio El Teniente (CHI) | Magyarország       | 0 – 0        | Argentína     | vb-csoportkör         | -            |              |
| 84.          | 1962. június 10.     | Rancagua, Estadio El Teniente (CHI) | Magyarország       | 0 – 1        | Csehszlovákia | vb-negyeddöntő        | -            |              |
| 85.          | 1962. június 24.     | Bécs, Práter-stadion                | Ausztria           | 1 – 2        | Magyarország  | barátságos            | -            |              |
| 86.          | 1962. október 14.    | Budapest, Népstadion                | Magyarország       | 0 – 1        | Jugoszlávia   | barátságos            | -            | 4'           |
|              | Összesen             |                                     |                    | 86           | mérkőzés      |                       | 0            | gól          |

## Emlékezete
- 2008 novemberében a kelenföldi Budai Sport Általános Iskola vette fel a nevét[34]
- 2009. májusban megalakult a róla elnevezett Grosics Gyula Katolikus Labdarúgó Akadémia.[35]
- 2011. november 25-én a londoni 6:3-as győzelem évfordulóján MÁV 470 010-4 számú Siemens Taurus mozdonyára az Aranycsapat tagjaként Grosics Gyula is felkerült. A vállalat így állított a legendás csapatnak emléket.[36]
- Grosics Gyula Gyermektorna a Sportiskola SE szervezésében[32]
- Nevét viseli a tatabányai stadion és a Grosics Gyula Kapusiskola.
- 2018. június 15-én felavatták egész alakos szobrát Újbudán[37]
- Szegeden a Szent Gellért Fórum előtt őrködő impozáns fekete párduc szobor Grosics Gyulát szimbolizálja.[38]
- A szegedi Szent Gellért Fórum lelátóin sorakozó ülőhelyek között elszórtan megjelenő fekete székek Grosics Gyula emlékét idézik.[39]